# Europa (film)
Europa är en dramafilm från 1991 i regi av Lars von Trier. Filmen är en dansk-fransk-tysk-svensk samproduktion.

## Handling
Tyskland 1945, strax efter kriget. Amerikanen Leopold Kessler kommer dit och får genom sin farbror arbete som sovvagnskonduktör på Zentropexpressen. Leopold träffar Katharina Hartmann, dotter till järnvägsbolagets ägare och förälskar sig i henne. Hon tillhör en nazistisk kampgrupp, die Werwolfen.

## Roller
- Jean-Marc Barr – Leopold Kessler
- Barbara Sukowa – Katharina Hartmann
- Udo Kier – Lawrence Hartmann
- Ernst-Hugo Järegård – Farbror Kessler

## Mottagande
Filmen vann jurypriset vid filmfestivalen i Cannes 1991. När von Trier inte fick Guldpalmen (den gick till Barton Fink) gav han fingret åt juryn och stormade ut från prisgalan.